# MORISHIN
MORISHIN（モリシン、1982年12月6日 - ）は埼玉県越谷市出身のシンガーソングライター。本名は盛田真吾（もりた しんご）。2006年にMORISHINS'（モリシンズ、- ）としてSony Recordsよりメジャー・デビュー。当時は「謎のソロユニット」であった。「S」が付いていたのは彼のスタッフも含まれているから。2014年にMORISHINに改名した。

## ディスコグラフィー

### シングル
- 僕の隣で(2014年10月29日)
  1. 僕の隣で
  2. 生きていこう
  3. 僕の隣で -Instrumenatal-
  4. 生きていこう -Instrumenatal-
- 大切な笑顔(2015年4月15日)
  1. 大切な笑顔
  2. 未来の人よ
  3. 大切な笑顔 -Instrumenatal-
  4. 未来の人よ -Instrumenatal-

### MORISHINS'時代　シングル
- 夏の魔法 〜summer magic〜（2006年7月5日）
  1. 夏の魔法 〜summer magic〜
  2. 未来…愛し君へ
  3. 大切な笑顔
  4. 夏の魔法 〜summer magic〜 -Instrumenatal-
- 負けないで（2006年11月22日） - 延期
- HANA-AKARI 〜さくら散るその頃には〜 (2008年3月26日) - 携帯サイト配信限定

### その他
- SMAP
  - 『ありがとう』…作詞・作曲
  - 『どうか届きますように』（『super.modern.artistic.performance』収録）…作詞・作曲
- Kis-My-Ft2
  - 『PICK IT UP』…作詞
- ジャニーズWEST
  - 『僕ら今日も生きている』…作詞・作曲
  - 『青空願ってまた明日』（シングル『プリンシパルの君へ/ドラゴンドッグ』）…作詞・作曲
  - 『アメノチハレ』…作詞・作曲
  - 『微笑み一つ咲かせましょう』（シングル『黎明/進むしかねぇ』）…作詞・作曲
- King & Prince
  - 『Sha-la-laハジけるLove』（アルバム『King & Prince』）…作詞
- Hey! Say! JUMP
  - 『Napa Napa』（シングル『ファンファーレ!』）…作詞
- SixTONES
  - 『Amazing!!!!!!』…作詞

## 出演

### ラジオ
- MORISHINのラジオ始めました（2015年4月4日- ）（MUSIC BIRD）
- ミュージックデリバリーDX 第4週のパーソナリティを担当（2015年4月25日- ）（レインボータウンエフエム放送）